# Ewidencja partii politycznych
Ewidencja partii politycznych (potocznie: rejestr partii politycznych) – polski rejestr publiczny partii politycznych prowadzony przez Sąd Okręgowy w Warszawie (VII Wydział Cywilny Rejestrowy); wpis do ewidencji jest wymagany dla uzyskania przez partię polityczną osobowości prawnej.
Zasady prowadzenia ewidencji reguluje ustawa z dnia 27 czerwca 1997 r. o partiach politycznych (Dz.U. z 2023 r. poz. 1215); sposób prowadzenia ewidencji określa natomiast rozporządzenie Ministra Sprawiedliwości z dnia 8 listopada 2021 r. w sprawie wzoru i sposobu prowadzenia ewidencji partii politycznych oraz szczegółowych zasad wydawania odpisów i wyciągów z ewidencji i statutów tych partii (Dz.U. z 2021 r. poz. 2049).
Zgodnie z ustawą, wpisu do ewidencji Sąd dokonuje po otrzymaniu zgłoszenia, które winno zawierać nazwę, skrót nazwy, adres siedziby partii, imiona, nazwiska i adresy osób wchodzących w skład organów upoważnionych do reprezentowania partii na zewnątrz i zaciągania zobowiązań majątkowych. Do zgłoszenia należy załączyć:
- statut partii
- wykaz podpisów 1000 obywateli polskich, którzy ukończyli 18 lat i mają pełną zdolność do czynności prawnych.

Do zgłoszenia można załączyć wzorzec symbolu graficznego partii.
Sąd dokonuje wpisu partii politycznej do ewidencji niezwłocznie, jeśli zgłoszenie jest zgodne z przepisami prawa.
Przedstawienie odpisu z ewidencji jest podstawowym warunkiem umożliwiającym partii uczestniczenie w wyborach.